# Statuia lui Miron Costin din Iași
Statuia lui Miron Costin din Iași este un monument din bronz închinat cronicarului moldovean Miron Costin (1633-1691), care a fost realizat de către sculptorul de origine polonă Wladimir C. Hegel și inaugurat în anul 1888 în municipiul Iași.
Statuia lui Miron Costin a fost inclusă în Lista monumentelor istorice din județul Iași elaborată în anul 2004 de către Institutul Național al Monumentelor Istorice, fiindu-i atribuit codul  IS-III-m-B-04302.

## Istoricul monumentului
Statuia lui Miron Costin din Iași a fost realizată la recomandarea președintelui Franței, Marie-François-Sadi Carnot de către sculptorul de origine polonă Wladimir C. Hegel (1839-1918), care se stabilise în România în 1885 și devenise profesor la Școala de arte și meserii din București. Acesta a consultat mai multe izvoare moldovenești, cronici poloneze și alte documente; se pare că sculptura a fost inspirată de un portret existent la Biserica Teodoreni din satul Burdujeni (astăzi cartier al municipiului Suceava). 
Sculptura este realizată sculptorul polonez Wladimir C. Hegel din bronz. Soclul statuii îl are ca autori pe arhitecții Kanen și Nicolae Gabrielescu. Pe piedestalul de gresie se află două basoreliefuri realizate tot de către Hegel: în dreapta - Miron Costin citind Cronica Moldovei la curtea regelui polon Ioan al III-lea Sobieski și la stânga - arestarea cronicarului de către trimișii lui Constantin Cantemir, care l-a ucis bănuindu-l că ar fi uneltit împotriva sa.
Inițiativa construirii monumentului a aparținut unui comitet de organizare intitulat Societatea „Miron Costin” din care făceau parte ca membri nume sonore ale culturii românești cum ar fi: Mihail Kogălniceanu (președinte), Alexandru Odobescu, Vasile Alecsandri, Bogdan Petriceicu-Hașdeu, Nicolae Gane, Titu Maiorescu, Vasile Pogor, Leon Negruzzi, precum și alte mari personalități ale vremii. Aceștia au organizat o subscripție publică pentru strângerea de fonduri, cu o sumă destul de mare contribuind și regele Carol I al României. 
La 8 iunie 1888, s-a deschis cripta Costineștilor și s-au găsit osemintele celor doi frați: Velicico și Miron Costin, decapitati în anul 1691, din ordinul domnului  Constantin Cantemir și îngropați în capela familiei de pe moșia Brănișteni-Barboși (Roman). Osemintele au fost aduse la Iași de către V.A. Urechia, iar în ziua de 12 iunie 1888, cu ocazia punerii pietrei fundamentale a statuii, au fost așezate la baza soclului.

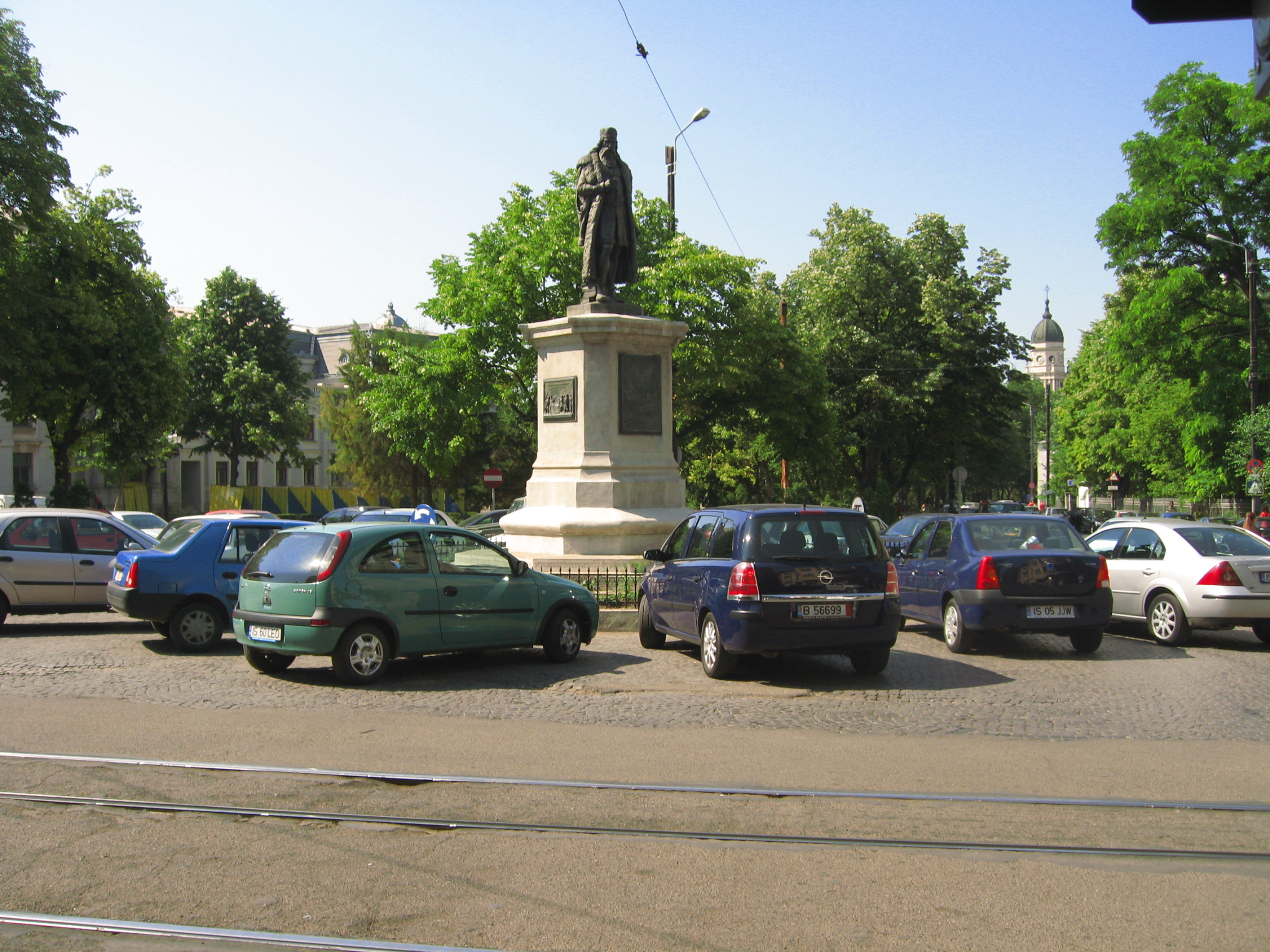
Statuia lui Miron Costin din Iaşi

Monumentul a fost inaugurat la data de 18/30 septembrie 1888 în prezența a 10.000 de participanți, printre care și membrii a două delegații de studenți din Bucovina și Polonia, sărbătorindu-se evenimentul sub sintagma „Națiunea română este recunoscătoare”. Cu prilejul dezvelirii monumentului, compozitorul Gavril Muzicescu a compus un marș închinat lui Miron Costin, iar printre cei care au evocat personalitatea marelui cronicar în contextul culturii europene au fost Mihail Kogălniceanu, V.A. Urechia și Vasile Pogor. 
Cu acest prilej, comitetul de organizare al Societății „Miron Costin” a editat o publicație intitulată Miron Costin, pentru ca apoi să se organizeze în tot cursul lunii septembrie în toată țara așa-numitele „Serbări costiniene”.
Statuia lui Miron Costin a fost amplasată pe strada Mârzescu (pe atunci era în Piața Pomului Verde), în spațiul unde s-a aflat casa cronicarului, după ce fusese expusă câteva zile în holul Ateneului din București începând din 26 august 1888, care la vremea respectivă era de puțin timp construit. Astăzi, în acel loc se află o piațetă situată la răspântia străzilor Cuza Vodă și Gh.I. Brătianu, monumentul aflându-se în fața Filarmonicii din Iași. Cu ocazia expunerii de Ateneul Român, Hegel a realizat o medalie de bronz care avea pe avers monumentul. Pe revers a înscris numele celor care au făcut parte din comitetul de inițiativă constituit în vederea ridicării monumentului.
În anii de după Revoluția din decembrie 1989, pana din mâna lui Miron Costin a fost smulsă și a dispărut. A fost înlocuită de către Primăria Municipiului Iași cu o altă pană.

## Descrierea monumentului

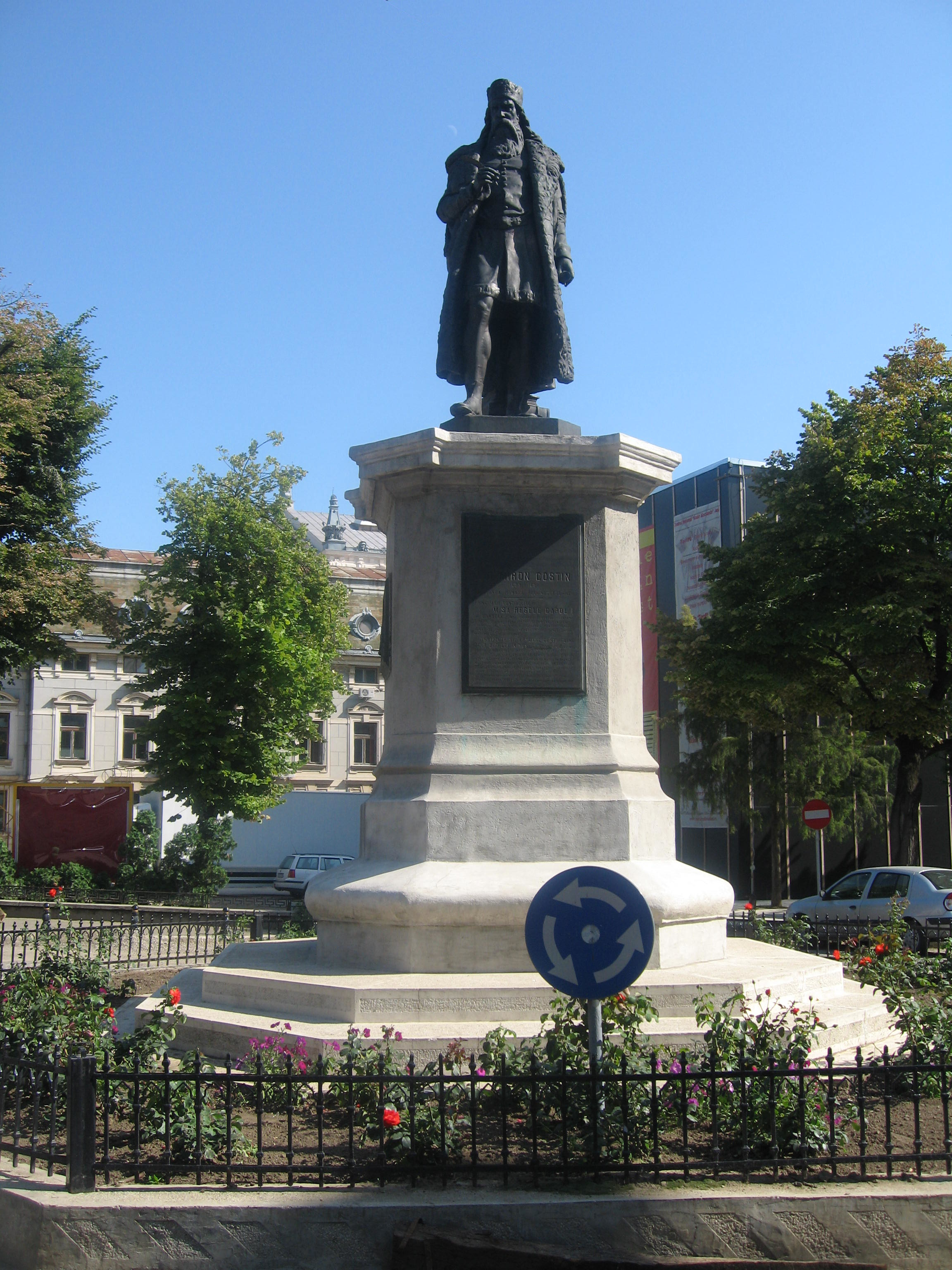
Statuia lui Miron Costin din Iaşi

Pe piedestalul de gresie se află două basoreliefuri realizate tot de către Hegel: 
- în dreapta – „MIRON COSTIN CETIND LA CURTEA REGELUI JOAN III”. În acest basorelief, Miron Costin este reprezentat la curtea regelui polon Ioan al III-lea Sobieski (1674-1696) citind lucrarea sa Istorie în versuri polone despre Moldova și Țara Românească, pe care a scris-o la dorința regelui Poloniei și căruia i-a și dedicat-o în iulie 1684
- în stânga – „ARESTAREA LUI MIRON COSTIN decembrie 1891”. În această scenă, este prezentată arestarea cronicarului din ordinul domnitorului Constantin Cantemir. El a fost luat de trimișii domnitorului la casa cronicarului de la Barboși, când soția sa tocmai murise. A fost dus la Roman, unde i s-a tăiat capul.

Pe o placă de pe soclul statuii este următoarea pisanie: „În anii 1888 luna august în al 22lea al domniei majestăților sale Carol I regale României și regina Elisaveta, prin contribuțiune publică s'a ridicat în Iași acest monument, sub care națiunea română a depus, cu venerațiune, osemintele aflate în mormîntul familiei Costin din beserica dela Brănișteni județul Roman, odineoară Barbescii. Comitetul organizator subscrierei Președinte: Mihail Kogălniceanu Membri: N. Culianu I. Calenderu N. Gane B.P. Hasdeu N. Ionescu Melchisedec episcop de Roman Titu Maiorescu Leon Negruți A Papadopulo-Calimah D. Sturdza C. Stancescu și secretar: V.A. Urechia”.
Pe o placă votivă de pe soclul statuii se află următoarea inscripție: 
„LUI MIRON COSTIN  1633 - 1691 Națiunea română recunoscetoare 
Principalii contribuitori M.sa regele Carol I 
Orașele: Iașii.-Bucurescii.-Buzeul.-Botoșanii.-Berlad.-Brăila.-Bacău.-Cotnarii.-Craiova.- Constanța.- Focșanii.-Galatii.-Giurgiu.-Odobescii.-Peatra.-Panciu.- Roman.-Severin.-Tîrgul-Neamțu.-Tîrgul-Ocnei.-Tîrgul Măgurele.-Tîrgul-Frumos
Institute și persoane contribuind dela 200 lei în sus: J.P.S. Iosif Naniescu metropolit Moldovei și Sucevei. P.SS. Silvestru episcop de Huși.-P.S. Genadie episcop de Romnic și Noul Severin. Doamna Elena Cuza.-Elena D. Grecianu născută Bălăceanu.-principii Alexandru și Demetrie Cuza.-Gr. Cantaccuzino.-J. Marghiloman.-Christofor Tabacovici.- Clubul Tinerimei.-Clubul Regal.-Cercurile militare din Bucuresci și Roman.-Împiegații telegrafo-postali.-Eforia spitalelor brancovenesci.-V.A. Urechia.-Nicolae.Gheoca.din Iași”.

## Aprecieri asupra statuii

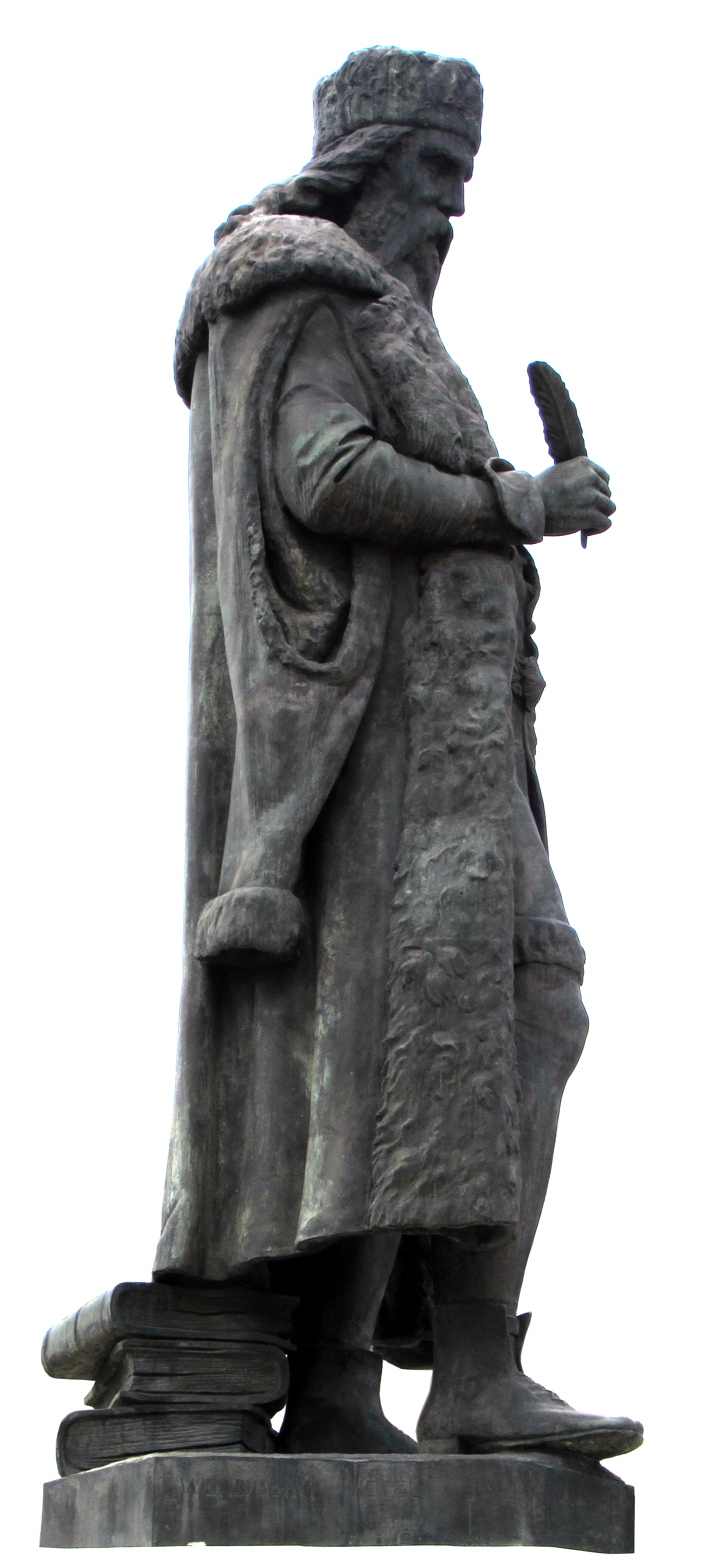
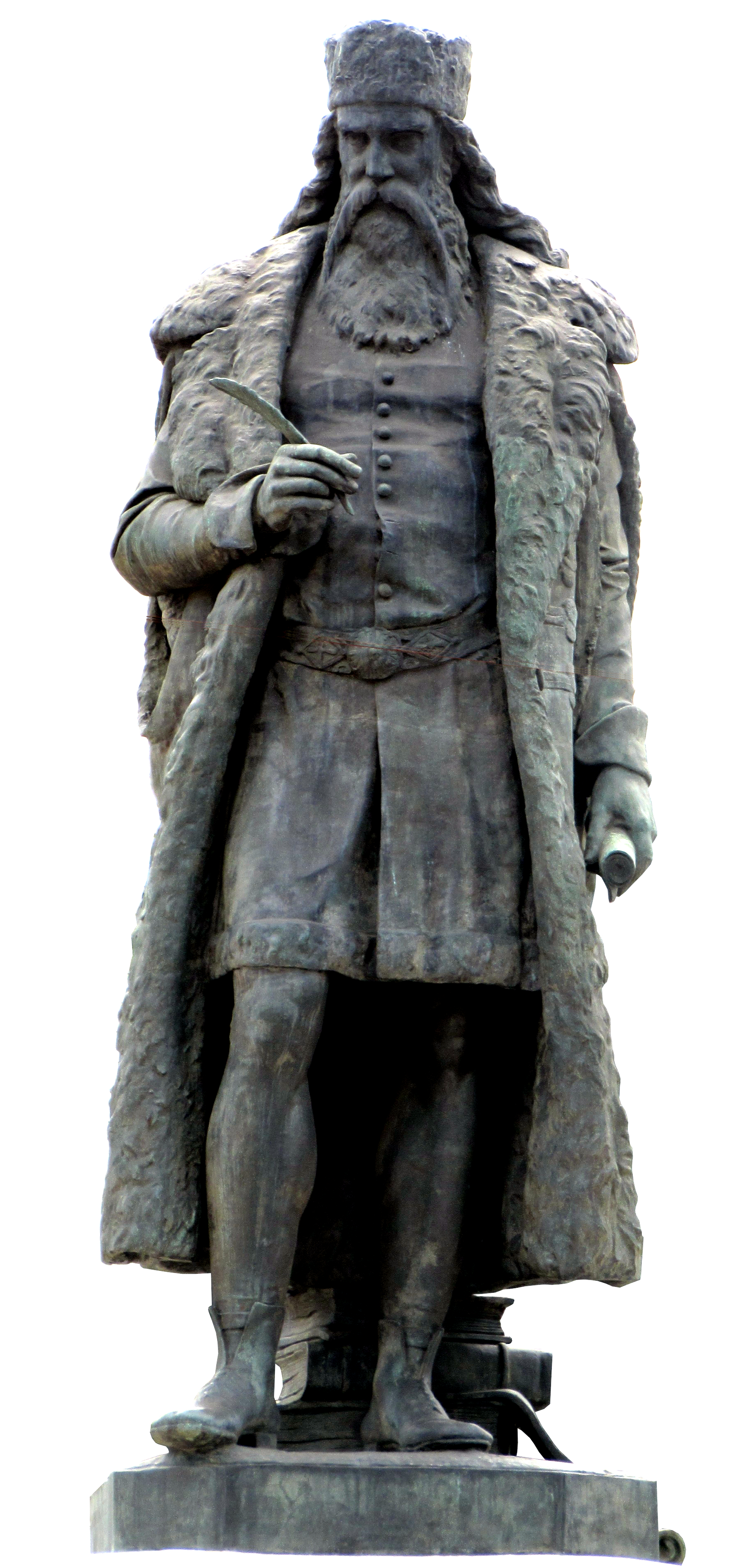
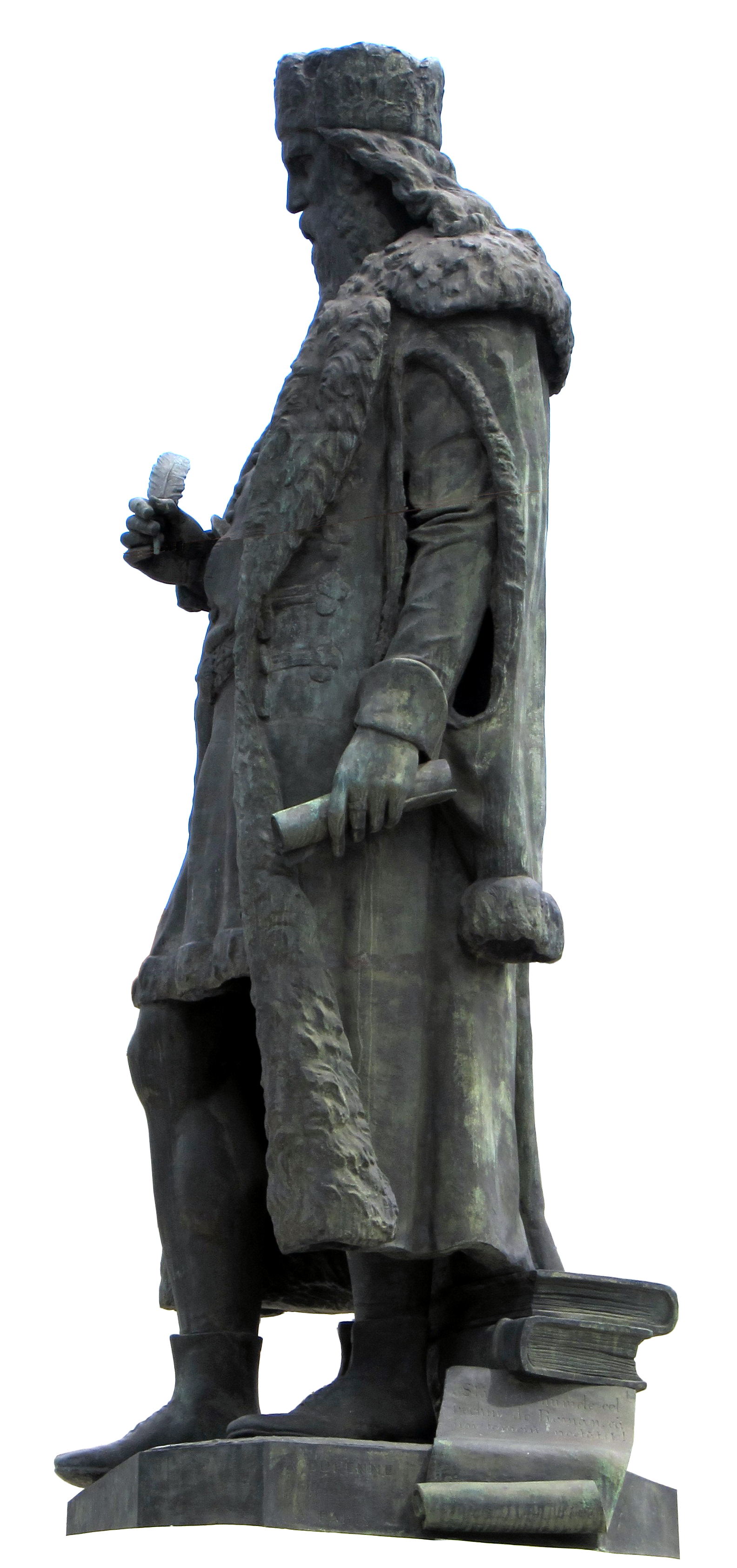
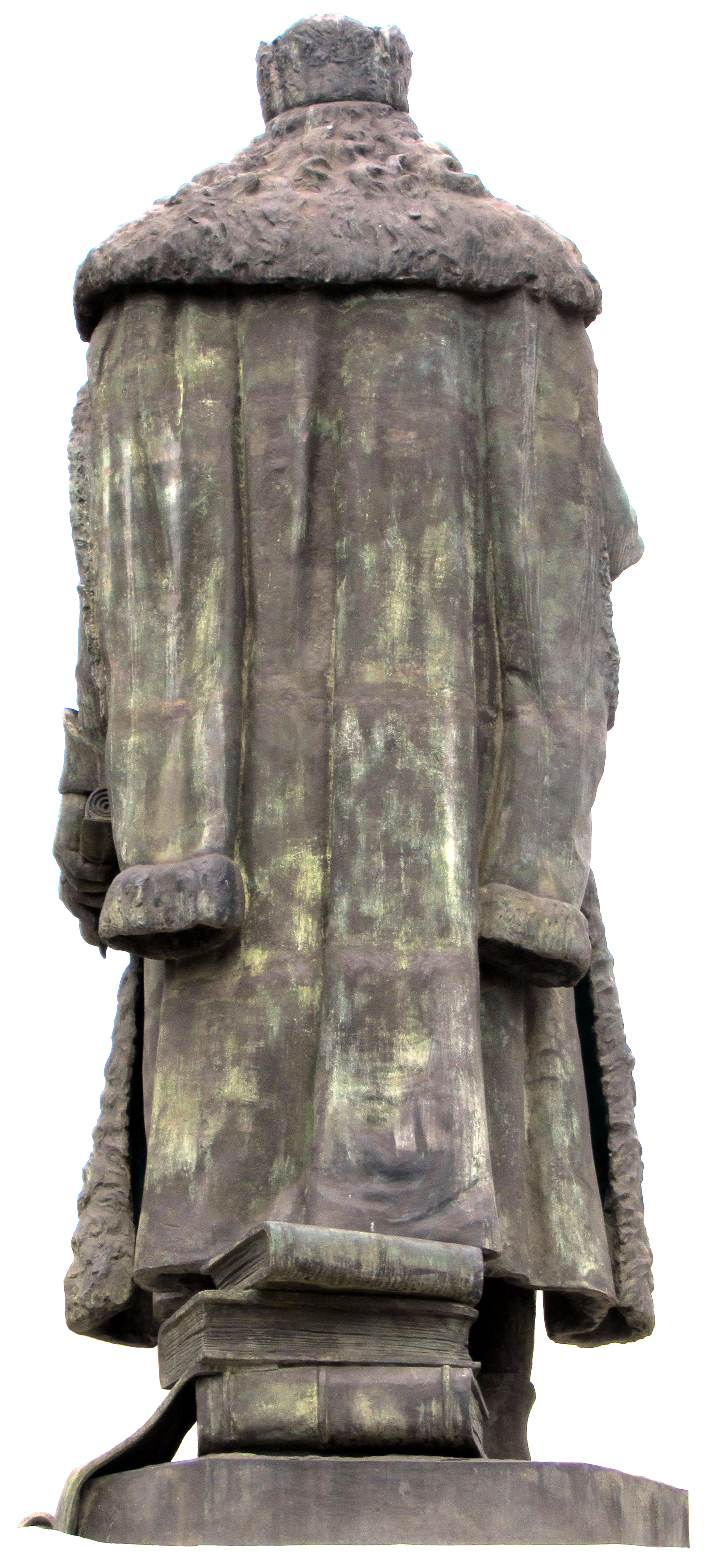
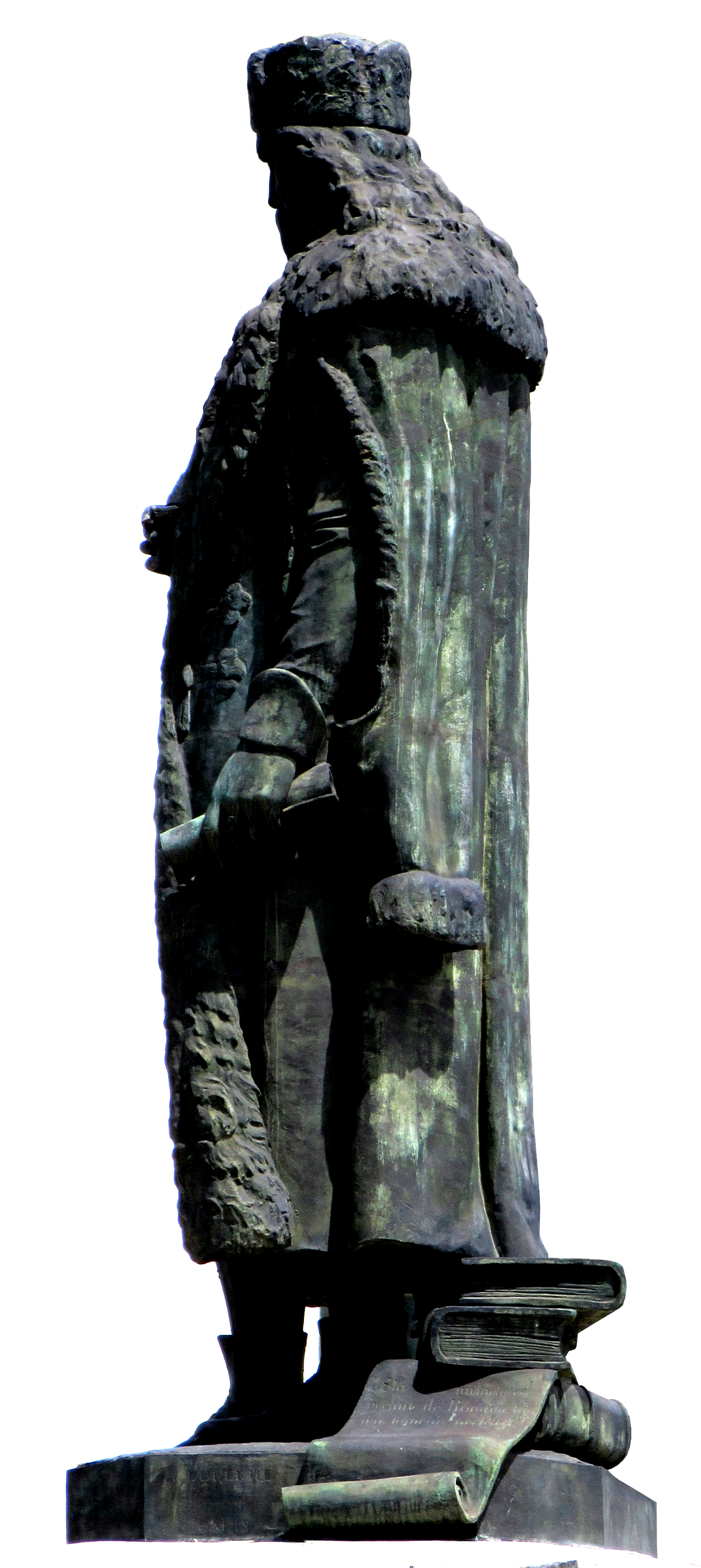

„Cea mai reușită statuie, din câte s-au ridicat pe pământul țării românești este, fără tăgadă, statuia cronicarului Miron Costin, din Iași. Esteții sunt unanimi în această părere. Este cea mai reușită, fiindcă îndeplinește toate calitățile ce se cer unui monument public. E elocventă, fără să fie zbuciumată. E ireproșabilă ca forme anatomice și ca proporții. E ideal adaptată la un soclu cu o arhitectură pitorească și cuminte. E documentat costumată. E expresivă și sugestivă. Și, mai cu seamă, e decorativă și perfect încadrată în decorul înconjurător...”—Nicolae Tonitza

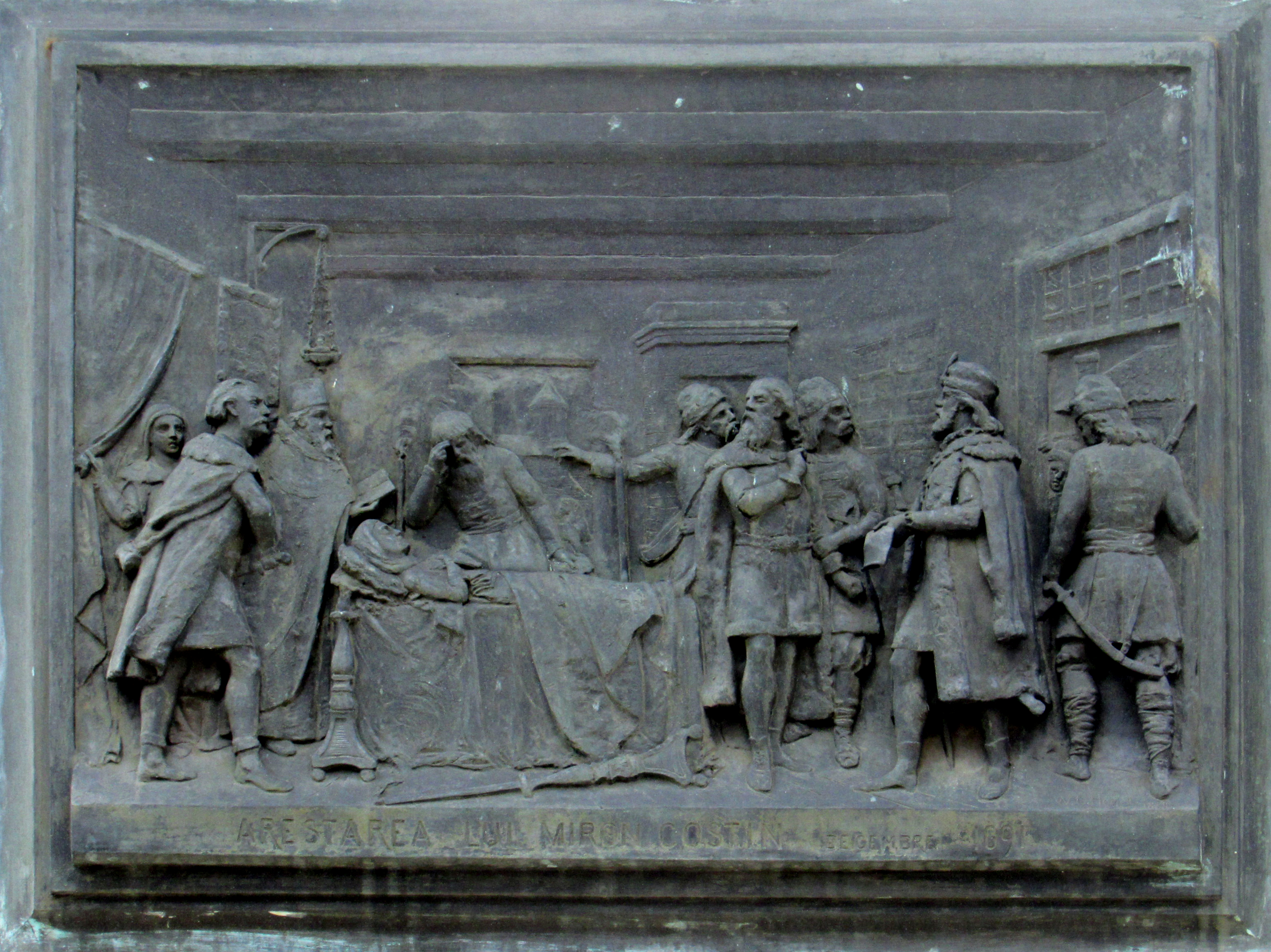
Arestarea lui Miron Costin
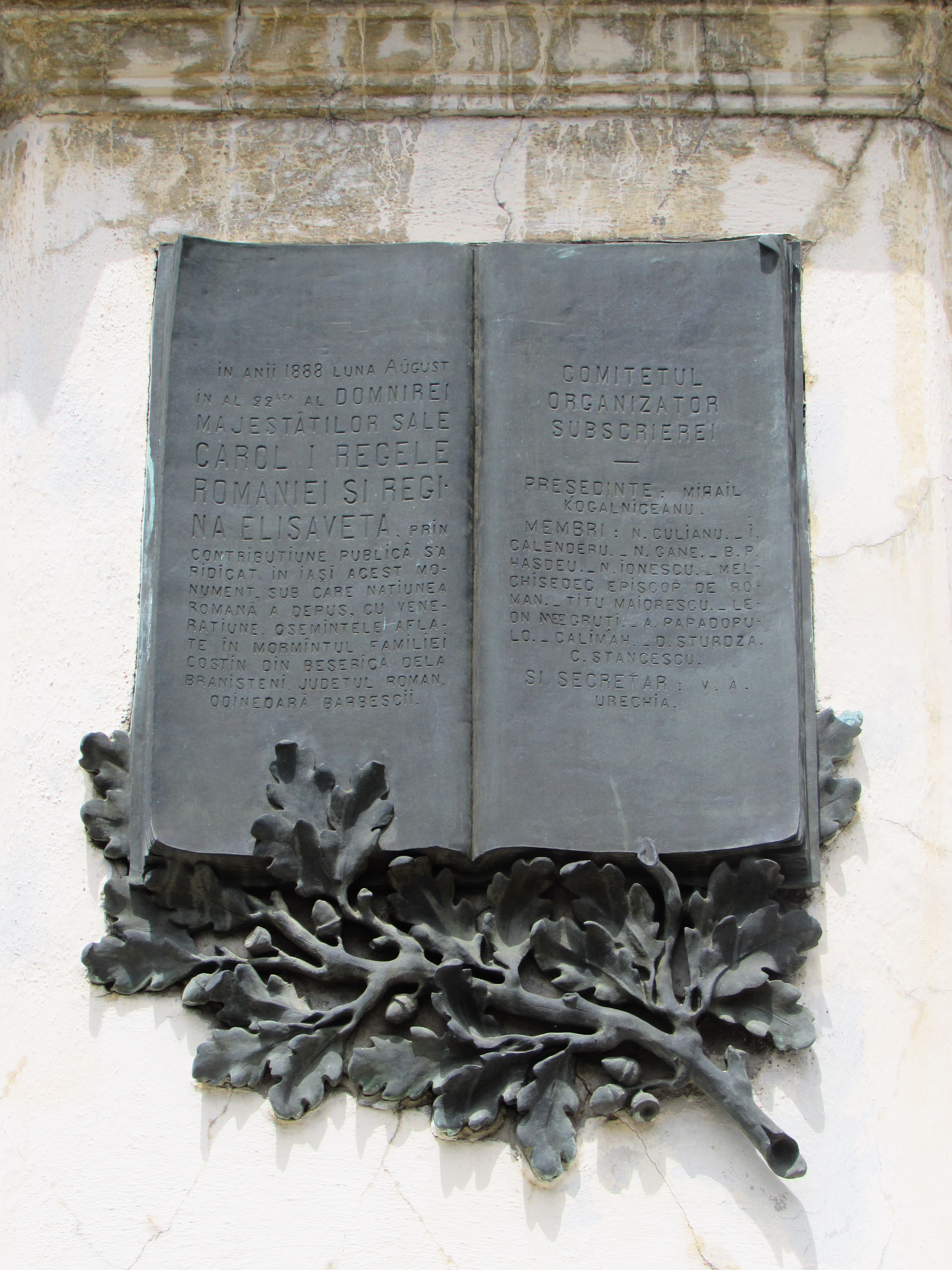
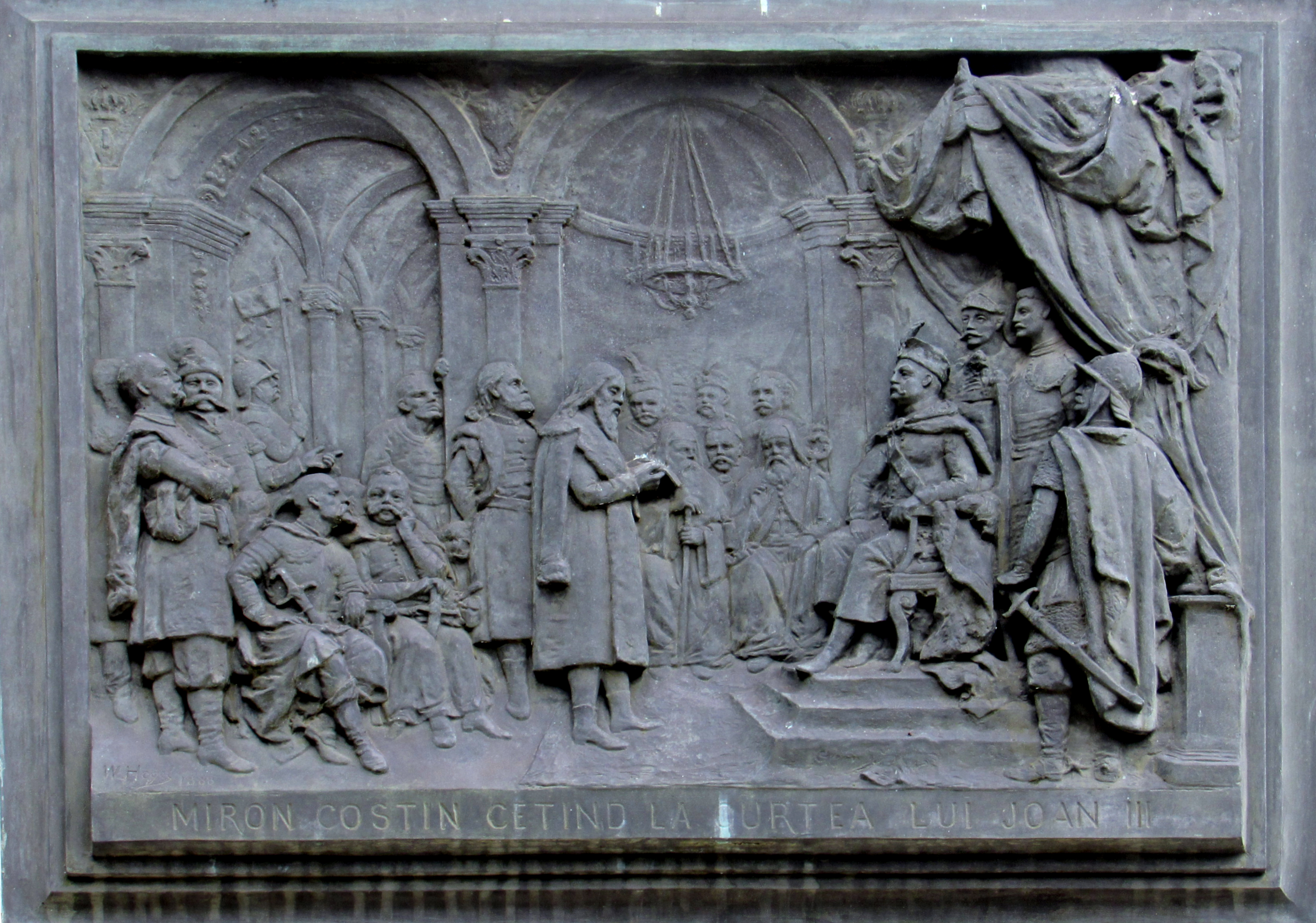
Miron Costin cetind la curtea lui Joan III

## Imagini

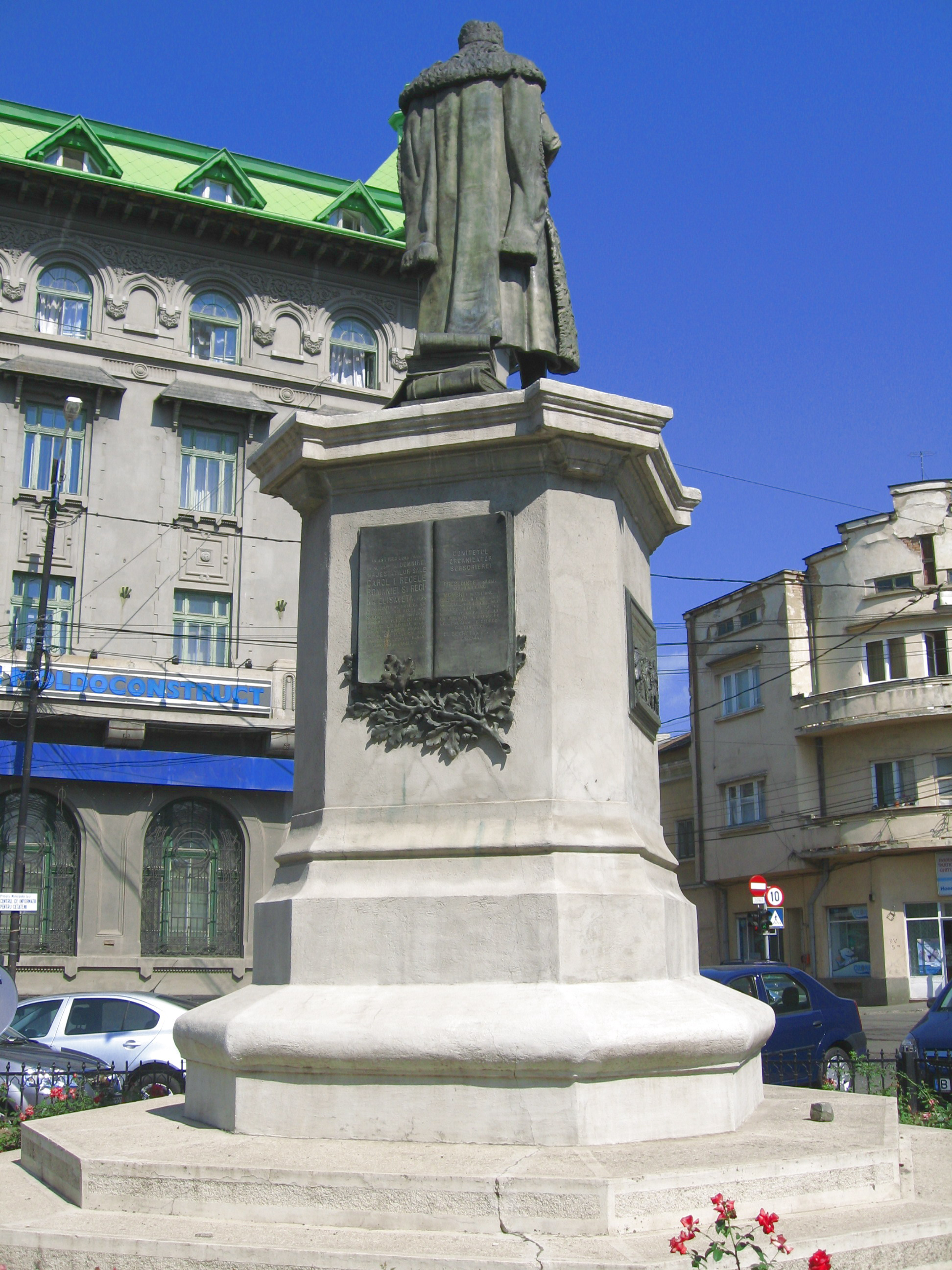
Statuia lui Miron Costin privită din spate
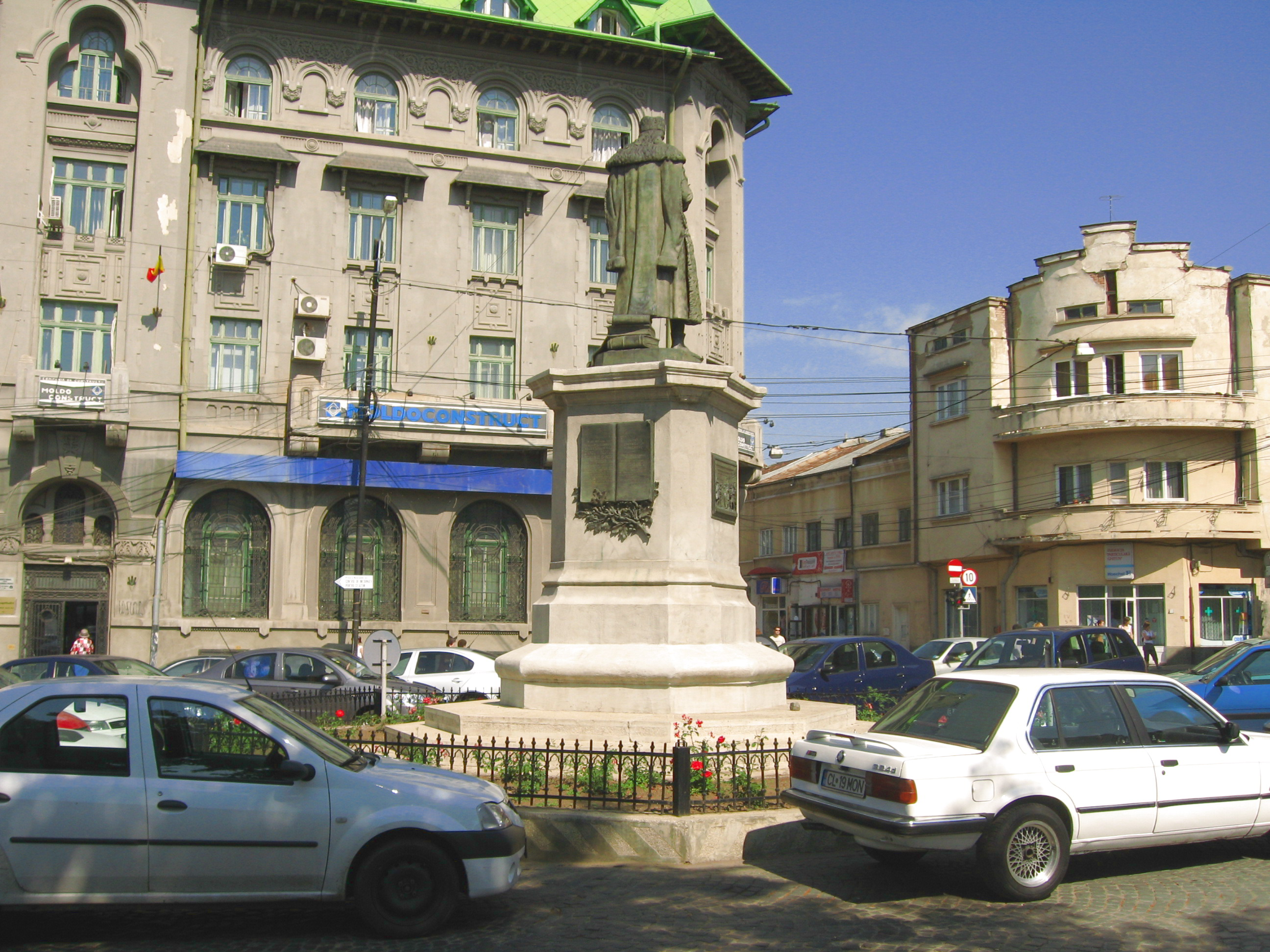
Statuia lui Miron Costin privită din spate
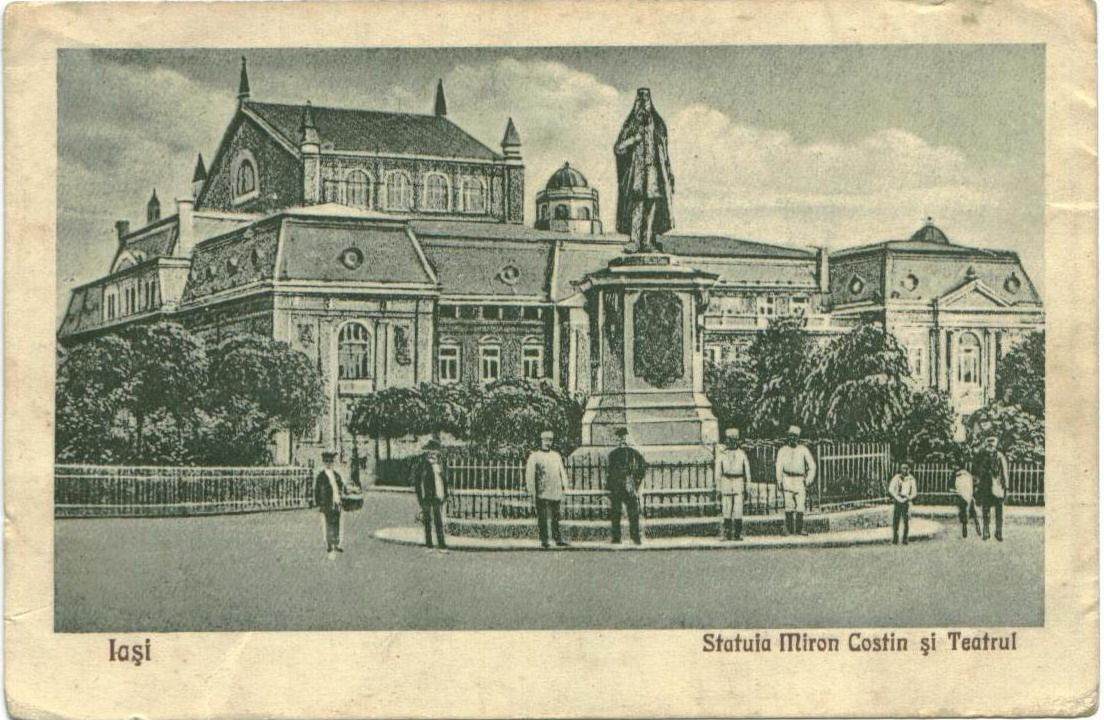
Statuia lui Miron Costin și Teatrul Național. Fotografie de epocă.
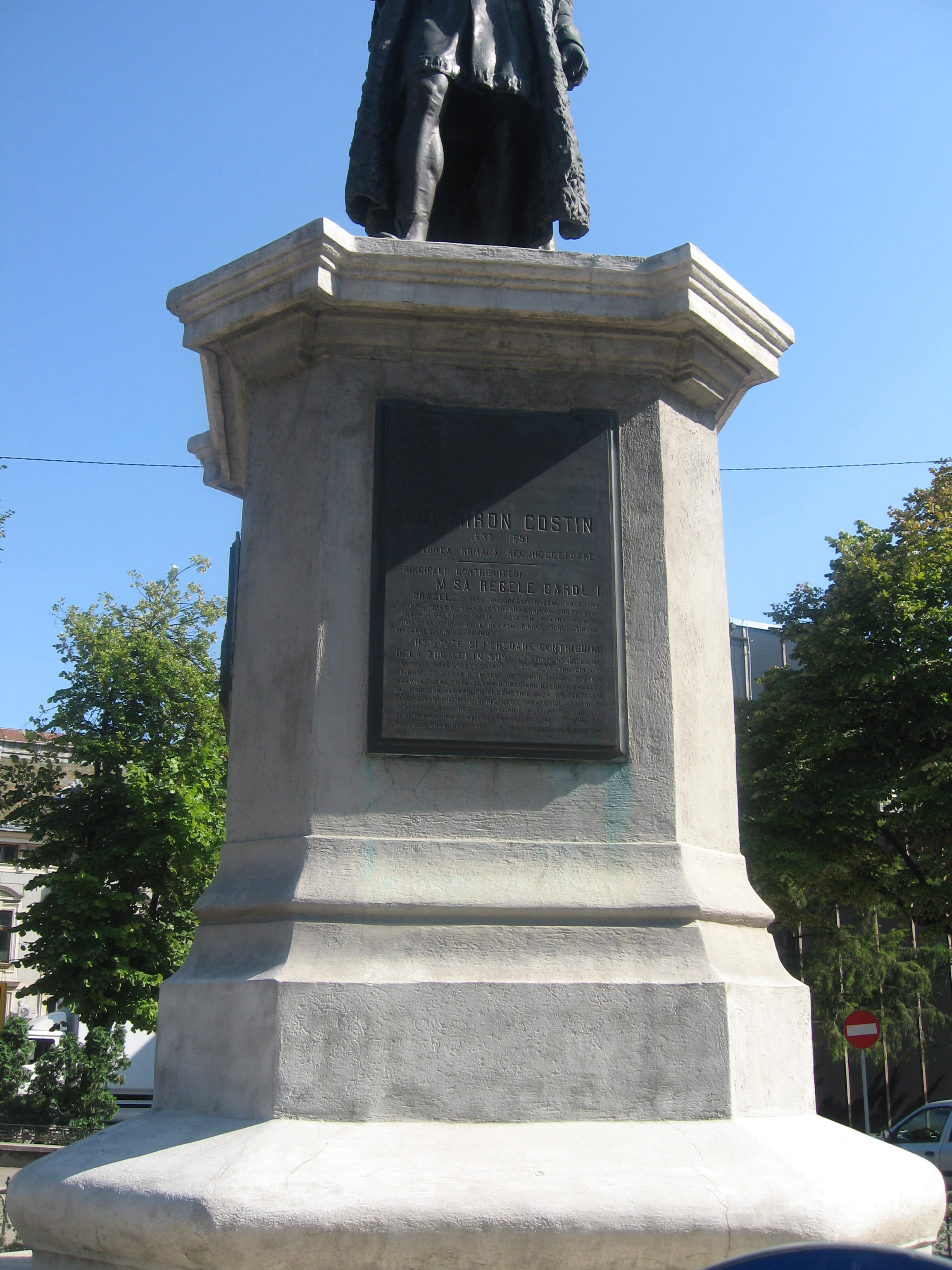
Altorelief de bronz în fața statuii pe care este înscrisă lista principalilor donatori
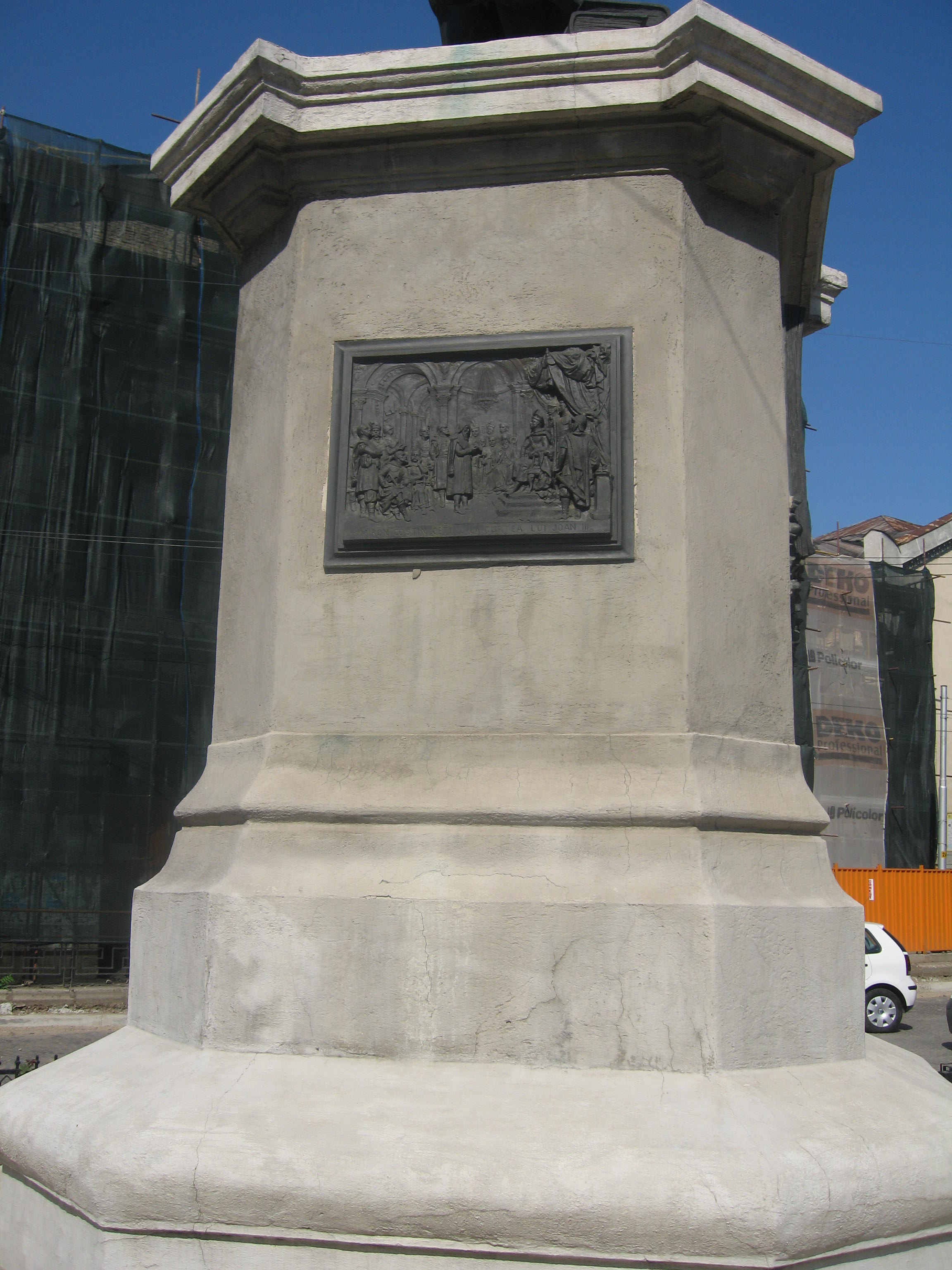
Altorelief de bronz în dreapta statuii cu inscripția „Miron Costin cetind la curtea lui Joan III”